# Вільям Шекспір
Ві́льям Шекспі́р (англ. William Shakespeare [wɪlɪəm ʃeɪkspɪə]; ймовірно 23 квітня 1564, хрещений 26 квітня 1564, Стратфорд-апон-Ейвон — 23 квітня (3 травня) 1616, Стретфорд-апон-Ейвон) — англійський драматург єлизаветинської епохи, актор і поет. Один із найвідоміших драматургів світу, автор принаймні 17 комедій, 10 хронік, 11 трагедій, п'яти поем і циклу зі 154 сонетів. Шекспір визнаний найвидатнішим англійським драматургом усіх часів. Його вважають національним героєм та одним із символів Англії, її національним поетом. Твори перекладені багатьма мовами світу і з'являються на театральній сцені частіше, ніж п'єси будь-якого іншого драматурга, який коли-небудь жив і творив.

## Життєпис

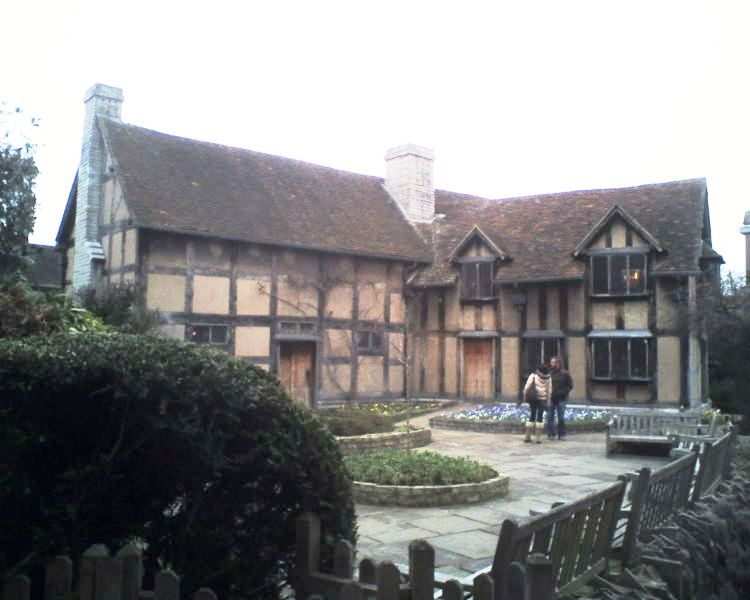
Будинок, де народився Шекспір. Пізнє реставраційне відновлення.

Вільям Шекспір народився 23 квітня, в заможній за тим часом родині Джона Шекспіра, рукавичника та торговця вовною. Батько Вільяма обирався на різні суспільні посади, один раз був обраний мером міста. Він не відвідував церковні богослужіння, за що платив великі грошові штрафи. Його мати, уроджена Арден, належала до одної із найдавніших англійських родин. Вільям відвідував класичну, на ті часи, середню школу («grammar school»), в котрій викладали латинську й грецьку мови, літературу й історію. Проживаючи в провінційному місті, тісно спілкувався з простими людьми, від яких засвоїв англійський фольклор і багатство народної мови. Із розоренням батька п'ятнадцятирічний Вільям змушений був самостійно заробляти собі на життя. Будучи молодшим учителем, він одружився у 1582 році з Енн Гетевей; у нього було троє дітей. У 1587 році виїхав до Лондону і став грати на сцені, хоча великого успіху як актор не мав. З 1593 року працював у театрі Бербеджа як актор, режисер і драматург. При Якові I трупа Шекспіра отримала статус королівської. У 1599 році брав участь у побудові лондонського театру «Глобус», став його пайовиком — і наступні 10 років значився у списках його трупи. Протягом багатьох років Шекспір займався лихварством, а в 1605 році став відкупником церковної десятини.
У 1612 році Шекспір вийшов у відставку через те, що у Лондоні поширювалася чума і повернувся до рідного Стратфорду, де жили його дружина і дочки. Заповіт Шекспіра від 15 березня 1616-го року був підписаний нерозбірливим почерком, на підставі чого деякі дослідники вважають, що він був у той час серйозно хворий. 23 квітня 1616 року Шекспір помер. Через три дні тіло Шекспіра поховали під вівтарем стратфордської церкви.

### Родинний герб

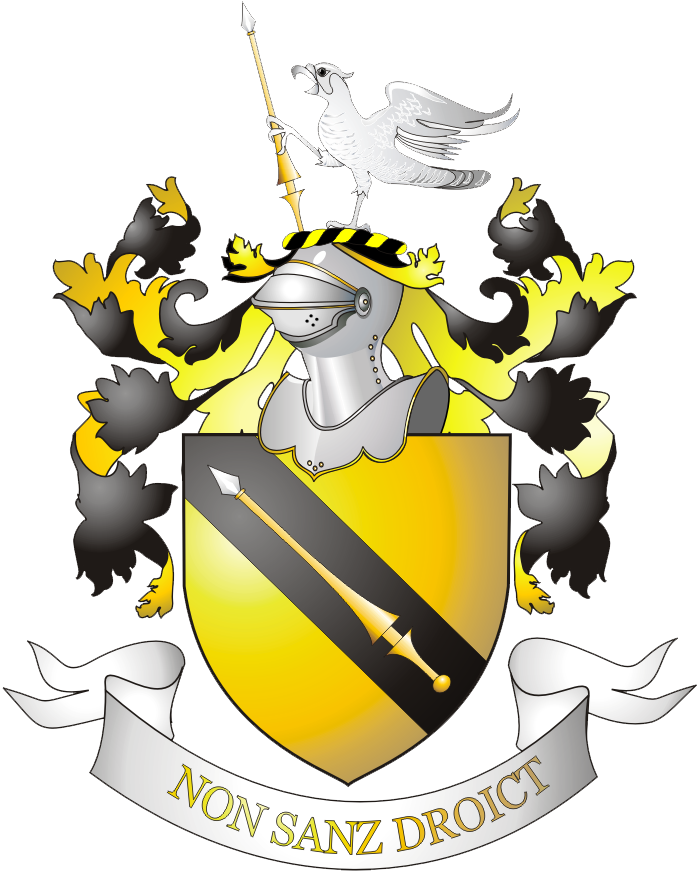
Герб з девізом роду Шекспірів Non Sanz Droict — "Не без права"

У 1596, батько Шекспіра, Джон, отримав від королівської Геральдії правом мати сімейний герб що підтверджує статус джентльмена. За твердженнями дослідників творчості Шекспіра, саме син Джона Шекспіра, успішний лондонський драматург Вільям, поновив клопотання батька на отримання сімейного гербу після невдалих спроб батька (Джон Шекспір вперше зробив клопотання на отримання сімейного гербу ще у 1575 році, але отримав відмову).

## Перші видання

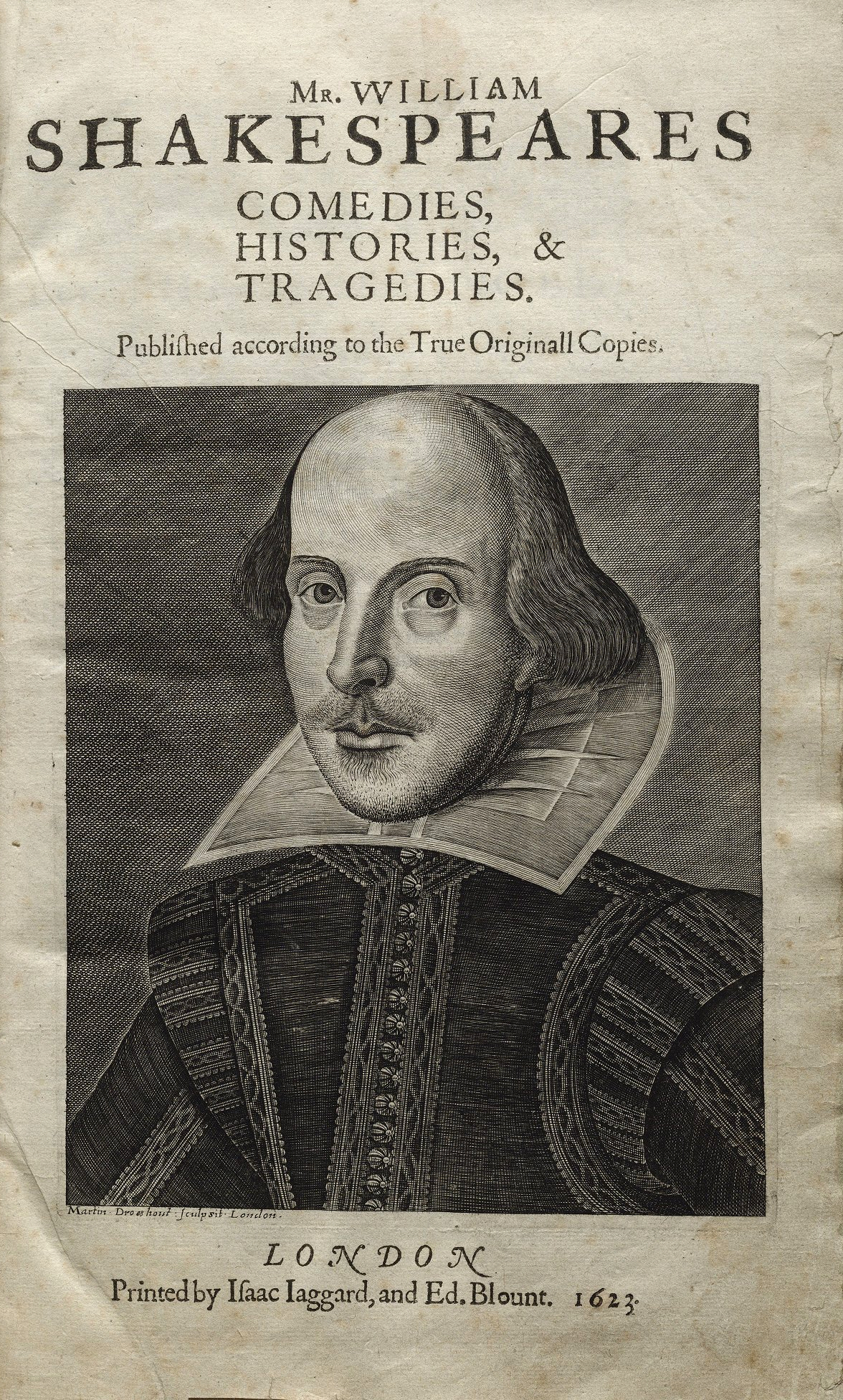
«Перше фоліо» (1623 рік)

За винятком «Венери і Адоніса» та «Лукреції», Шекспір сам не опублікував жодного зі своїх творів. Та це і не було в літературній традиції того часу звичайним — самому друкувати драматичні твори. Коли Бен Джонсон видав збірку своїх драм (1616 рік), з нього глузували й побачили в цьому дріб'язковість. А головне — друкувати свої драми менше всього входило в інтереси Шекспіра як члена відомої трупи. Оскільки всяка вподобана публікою п'єса була джерелом доходу того театру, то автори не тільки не прагнули робити її загальною власністю шляхом видання, а, навпаки, приховували рукопис від хижацтва видавців-піратів. Якщо не вдавалося за допомогою викрадення добути рукопис, зверталися по допомогу до скорописців, які ходили на представлення уподобаної п'єси і таким чином здобували текст, звичайно, повний всіляких помилок і прямих нісенітниць, над розгадкою яких так багато довелося битися пізнішим видавцям. Цим злодійським шляхом і з'явилися ранні видання шекспірівських п'єс.
Та все ж лише половина (18) п'єс Шекспіра була опублікована тим або іншим чином за життя драматурга. Найголовнішою публікацією шекспірівської спадщини по праву вважається фоліо 1623 року (так зване «Перше фоліо»), видане акторами трупи Шекспіра Джоном Гемінгом і Генрі Конделом. До цього видання увійшли 36 п'єс Шекспіра — всі, окрім «Перикла» та «Двох знатних родичів». Саме це видання лежить в основі всіх сучасних видань Шекспіра.

## Драматургія
Як драматург Шекспір почав виступати з кінця 80-х років XVI століття. Дослідники вважають, що спочатку він опрацьовував і перероблював вже існуючі п'єси — і лише згодом перейшов до створення своїх власних творів. П'єси Шекспіра користувалися великою популярністю, проте мало хто знав його ім'я у той час, оскільки глядач звертав увагу насамперед на акторів.

### Питання періодизації
Свого часу п'єси Шекспіра групували за сюжетами: і виходила група комедій, група трагедій, хроніки з англійської історії, римські трагедії. Подібне угрупування штучне: сполучаючи в одне п'єси різних епох, різних настроїв і різних літературних прийомів, вона ні в чому не прояснює еволюції творчості Шекспіра. Використовуване в XXI столітті хронологічне угрупування дозволяє скласти досить чітку картину ходу духовного життя письменника і змін його світогляду.
Зазвичай в драматургії Шекспіра виділяють чотири періоди, але часто перші два об'єднують в один, що, втім, не створює істотних відмінностей. Ділення на чотири періоди дозволяє досконаліше розглянути ранні п'єси Шекспіра. У той же час, ділення на три періоди також виправдане і створює велику наочність: у перший період потрапляють всі хроніки (окрім лише частково написаного Шекспіром «Генріха VIII») і більша частина комедій. Другий період, навпаки, містить майже всі трагедії; а третій — трагікомедії (і «Генріха VIII»).

### Перший період (1590—1594 роки)
Перший період припадає приблизно на 1590—1594 роки. За літературними прийомами його можна назвати періодом наслідування: Шекспір ще весь у владі своїх попередників. Комічні жахи «Тіта Андроніка» — пряме і безпосереднє віддзеркалення жахів п'єс Кіда і Марлоу, що отримали у молодого незміцнілого письменника ще безглуздіший розвиток. Вплив манірного Лілі й так званого евфуїзму виражається в химерності стилю першого періоду. Але вже прокидається і власний талант. У «Генріху VI», що, ймовірно, належить Шекспірові, непотрібних жахів вже менше, а в «Річарді III» жахи вже органічна необхідність, потрібна для окреслення страшної особи головного героя.
За настроєм цей період можна назвати періодом ідеалістичної віри в найкращі сторони життя. Із захопленням карає молодий Шекспір порок у своїх історичних трагедіях й із захопленням оспівує високі поетичні відчуття — дружбу, самопожертву і особливо любов. Є в першому періоді і твори майже байдужі, а саме перероблена з Плавта «Комедія помилок». Але основне забарвлення дають п'єси, де молодість автора позначилася в тому ореолі, яким він оточує молоде відчуття: «Безплідні зусилля любові», «Два Веронці» та «пісня над піснями» нової європейської літератури — «Ромео і Джульєтта», далі за яку не може йти апофеоз любові. Це (навіть при тому, що головні герої гинуть), — пісня торжествуючої любові, і пристрасний хлопець, в тому віці, коли обійми улюбленої жінки представляються найвищим благом життя, завжди з ентузіазмом скаже, що для дня такої любові і життя не шкода. Чарівний ореол, яким Шекспір зумів оточити своїх героїв, при всій трагічності, робить жах «сумної повісті» солодким, і власні імена героїв трагедії ось вже чотири століття продовжують бути називним позначенням вищої поезії пристрасті.

### Другий період (1594—1601 роки)
Наче на порозі другого періоду творчої діяльності Вільяма Шекспіра (приблизно 1594—1601 роки) стоїть один із знаменитих його творів — «Венеційський купець». У ньому ще немало наслідування, але в цій п'єсі геній Шекспіра вже могутньо виявив свою самостійність і з незвичайною яскравістю проявив одну з найдивовижніших своїх здібностей — перетворювати грубий, неотесаний камінь запозичуваних сюжетів на художню скульптуру, що вражає досконалістю. Сюжет «Венеційського купця» узятий з нікчемної італійської розповіді XVI століття. Але завдяки художній різносторонності або об'єктивності Шекспіра, ім'я Шейлока стало прозивним позначенням історичного зв'язку єврейства з грошима — і в той же час у всій величезній літературі, присвяченій захисту єврейства, немає нічого переконливішого і людянішого, ніж знаменитий монолог Шейлока: «Та хіба у жида немає очей?..». Залишком настрою першого ідеалістичного періоду у «Венеційському купці», окрім наслідування Марло, є віра в дружбу, самовідданим представником якої виступає Антоніо.
Перехід до другого періоду позначився у відсутності тієї поезії молодості, яка така характерна для першого періоду. Герої ще молоді, але вже достатньо пожили, і головне для них в житті — насолода. Порція пікантна, жвава, але ніжної краси дівчат «Двох Веронців», а тим більше Джульєтти, в ній вже зовсім немає. Безтурботне, веселе користування життям і добродушне жуїрство — ось головна межа другого періоду, центральною фігурою якого є третій безсмертний тип Шекспіра — сер Джон Фальстаф. Це справжній поет і філософ веселого черевоугодництва, у якого прагнення до іскристого життя духу, до блиску розуму таке ж сильне, як і жадання ублаготворення тваринних потреб. Феєрверк його добродушно-цинічної дотепності так само для нього характерний, як і черевоугодництво. Викривати його — нічого, це його нітрохи не бентежить, тому що особистої кар'єри він ніколи не робить і далі того, щоб дістати гроші на вечірній херес, його турботи не йдуть. Найкращим доказом цієї відсутності особистого елементу в цинізмі Фальстафа — інакше він був би звичайним шахраєм — може служити невдача «Віндзорських насмішниць». Шекспір написав цю п'єсу за кілька тижнів на прохання королеви Єлизавети, що бажала побачити Фальстафа на сцені ще раз. Але великий драматург в перший і останній раз захотів моралізувати, захотів «проучити» Фальстафа. Для цього він перекрутив саму суть безтурботно-безпутної, ні про що, навіть про саму себе, не думаючої натури Фальстафа і додав йому хвалькувату зарозумілість. Тип був зруйнований, Фальстаф втрачає всякий інтерес, стає смішним і огидним.
Набагато вдаліша спроба знову повернутися до фальстафівського типу в завершальній п'єсі другого періоду — «Дванадцятій ночі». Тут ми в особі сера Тобі і його антуражу маємо ніби друге видання сера Джона, правда, без його іскристої дотепності, але з того ж привабливого добродушного гульвіси. Відмінно також вкладається в рамки «фальстафівського» переважно періоду грубувата насмішка над жінками в «Приборканні норовистої». З першого погляду, мало в'яжеться з «Приборканням норовистої» майже одночасно створена граціозна поетична феєрія «Сон в літню ніч», де так ароматно і соковито відбилася молодість, проведена в лісах і лугах. Але вдумаємося, проте, глибше в центральне місце п'єси, в істинно-геніальний епізод раптового приливу пристрасті, з якою Титанія обсипає ласками ослячу голову Основи. Як не визнати тут добродушне, але безперечно глузливе символізування безпричинних капризів жіночого відчуття?
Органічно зв'язаний «фальстафівській» період з серією історичних хронік Шекспіра: Фальстаф фігурує у двох головних п'єсах цієї серії — «Генріху IV» і «Генріху V».

### Третій період (1600—1609 роки)
Третій період художньої діяльності Шекспіра, що приблизно охоплює 1600—1609 роки, — це період глибокого душевного мороку, але разом з тим період створення найбільших літературних творів. Перший натяк на зміну настрою і світобачення з'являється в комедії «Як вам це сподобається», у психології стомленого життям меланхоліка Жака. І все росте ця меланхолія, що спочатку тільки тихо сумує, але потім швидко переходить у пориви найпохмурішого відчаю. Все покривається для погляду розуму великого художника чорною пеленою, він у всьому сумнівається, йому здається, що «розпався зв'язок часів», що весь світ просмердів, як тухла риба, він не знає, чи варто взагалі жити. Перед нами розгортається страшна драма суперечностей реального життя з вищими прагненнями в «Гамлеті»; художник, що зневірився, дає нам картину краху найкращих політичних ідеалів у «Юлії Цезарі» (хоча трагедія хронологічно належить до другого періоду, але з порушених у ній питань її заведено відносити до третього), показує в «Отелло» жахи, приховані під трояндами любові, дає приголомшливе зображення невдячності найближчих людей в «Королі Лірі» і невдячності натовпу в «Коріолані», показує на хороших по суті людях згубну чарівливість земної величі в «Макбеті».
Але не тільки в земному так зневірився художник, що глибоко задумався над метою буття. Річ найстрашніша для людини XVI століття, та ще й англійця — він засумнівався навіть у замогильному житті, для нього були безсилі утіхи релігії. І разом з тим у цьому безмежному відчаї було приховано найблаготворніші начала. Органічно потребуючи душевних ліків — інакше жити було нічим, а тим більше творити, — Шекспір гамлетівського періоду створює низку найблагородніших образів. З одним презирством до людей нічого великого не створиш. Потрібне захоплення, потрібне глибоке переконання, що який не поганий світ, але є в нім і праведники, завдяки яким рятується град нашого буття. Хай Гамлет пристрасний, але нерішучий, глибокий, але позбавлений свіжості безпосередності. Але в той же час, і це найголовніше, він володіє високим духом. Корделія, Дездемона і Офелія виткані з якогось найтоншого ефіру поезії; всі гинуть, тому що не можуть вміщати в собі зло життя і хоч трохи пристосуватися до нього. Навіть лиходійська пара Макбетів гине від надлишку совісті. А серед другорядних осіб великих трагедій залишається ціла галерея чарівно-ніжних і самовідданих жінок і благородного духу чоловіків. Все це показує, що песимістичний настрій художника був породжений не тільки спогляданням зла світу. Воно має своє джерело і в тому, що в душі його, під впливом дум про призначення життя, створився дуже високий ідеал призначення людини. Він був такий суворий до світу, тому що хотів його бачити досконалим.
Справжня мізантропія проступає тільки в «Тімоні Афінському» — і найбільшого у світі художника спіткала невдача: людиноненависник Тімон не вдався Шекспірові, характер його мало мотивований. Очевидно, самотня злість не містить в собі творчого початку. Якщо ми звернемо увагу на те, що п'єса припадає на самий кінець похмурого періоду, то ми зрозуміємо, що за ним-то нарешті наступає світлий період примиреного шукання душевного миру і спокою. Переходом до цієї смуги шекспірівської творчості можна вважати «Антонія і Клеопатру». В «Антонії і Клеопатрі» талановитий, але позбавлений всяких етичних засад хижак з «Юлія Цезаря» оточений істинно-поетичним ореолом, а напівзрадниця Клеопатра героїчною смертю значною мірою спокутує свої гріхи.

### Четвертий період (1609—1612 роки)
Четвертий період, якщо не брати до уваги «Генріха VIII» (більшість дослідників сходяться в тому, що майже вся п'єса написана Джоном Флетчером), обіймає всього лише три-чотири роки і чотири п'єси — так звані «романтичні драми» або трагікомедії. З них «Перикл», «Цимбелін» і «Зимова казка» належать до п'єс другорядних, і лише в «Бурі» геній Шекспіра знову позначився у всьому блиску своєї узагальнювальної сили, створивши одностороннє, але незвичайно яскраве втілення некультурності черні в особі п'яного дикуна Калібана. У п'єсах четвертого і останнього періоду все йде благополучно, важкі випробування вводяться тільки для того, щоб солодшою була радість позбавлення від них. Наклеп викривається, невинність виправдовує себе, вірність отримує нагороду, безумство ревнощів не має трагічних наслідків, ті, що люблять, — з'єднуються в щасливому шлюбі. У цьому оптимізмі немає, проте, нічого нудотного, тому що відчувається дійсна примиреність. Поетичні дівчата, створені тепер, — Марина з «Перикла», Пердіта з «Зимової казки», Міранда з «Бурі» — це вже не захоплення коханця, як Джульєтта, не насолода чоловіка, як Дездемона, а тихе милування щасливого батька. Надзвичайно принадне бажання багатьох шекспірологів бачити автобіографічне символізування в завершальній сцені «Бурі», цій останній самостійній п'єсі Шекспіра: як Просперо зрікається від свого чарівництва і йде на спокій, так і сам письменник виїхав з Лондона, щоб повернутися до рідного Стретфорда.

## Вірші та поеми

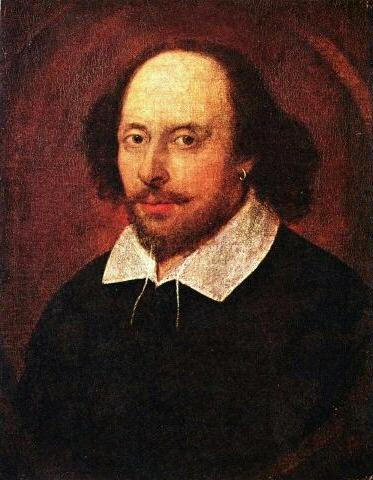
Так званий «Чандосівський портрет» невідомого, в якому традиційно бачать Шекспіра. Художник John Taylor (painter)

Загалом вірші Шекспіра не можуть йти в порівняння з його драмами. Але самі по собі узяті, вони носять відбиток неабиякого таланту, і якби не тонули в славі Шекспіра-драматурга, вони самі цілком могли б доставити і дійсно доставили авторові велику популярність: ми знаємо, що учений Мірес бачив в Шекспірові-поетові другого Овідія. Але, крім того, є низка відгуків інших сучасників, що говорять про «нового Катуллу» з найбільшим захопленням.

### Поеми
Поему «Венера і Адоніс» надрукували в 1593 році, коли Шекспір вже був відомий як драматург, але сам автор називає її своїм літературним первістком, і тому цілком можливо, що він її задумав, або частиною навіть написав ще в Стретфорді. В усякому разі, відгомони батьківщини виразно дають про себе знати. У ландшафті живо відчувається місцевий середньоанглійський колорит, в ньому немає нічого південного, як має бути за сюжетом, перед духовним поглядом поета, поза сумнівом, були рідні картини мирних полів Ворикширу з їхнім м'якими тонами і спокійною красою. Відчувається також в поемі чудовий знавець коней і відмінний мисливець. Сюжет в значній мірі взятий з «Метаморфоз» Овідія; крім того, багато запозичено з «Scillaes Metamorphosis» Лоджа. Розроблена поема зі всією безцеремонністю Ренесансу, але все-таки і без всякої фривольності. І в цьому і позначився, головним чином, талант молодого автора, крім того, що поема написана звучними і живописними віршами. Якщо старання Венери розпалити бажання в Адонісі вражають пізнішого читача своєю відвертістю, то разом з тим вони не справляють враження чогось цинічного і не гідного художнього опису. Перед нами пристрасть, справжня, скажена, що затьмарює розум і тому поетично законна, як все, що яскраво і сильно.
Набагато манірніша друга поема — «Лукреція», що вийшла наступного року і присвячена, як і перша, графі Саутгемптону. У новій поемі вже не тільки немає нічого розгнузданого, а, напроти, все, як і в античній легенді, крутиться на найвишуканішому розумінні цілком умовного поняття про жіночу честь. Ображена Секстом Тарквінієм Лукреція не вважає за можливе жити після викрадання її подружньої честі і в довгих монологах висловлює свої відчуття. Блискучі, але досить натягнуті метафори, алегорії і антитези позбавляють ці монологи справжніх відчуттів і додають всій поемі риторичність. Проте такого роду пишномовність під час написання віршів дуже подобалася публіці, і «Лукреція» мала такий же успіх, як «Венера і Адоніс». Торговці книгами, які одні у той час отримували користь з літературного успіху, оскільки літературної власності для авторів тоді не існувало, друкували видання за виданням. За життя Шекспіра «Венера і Адоніс» витримала 7 видань, «Лукреція» — 5.
Шекспірові приписуються ще два невеликих слабких манірних твори, один з яких, «Скарга закоханої», можливо, і написана Шекспіром в юності, а авторство іншого — «Пристрасний пілігрим» — вельми сумнівно. У 1601 році в збірці Честера «Jove's Martyr of Rosalind» був надрукований слабкий алегоричний вірш Шекспіра «Фенікс і Голубка».

### Сонети

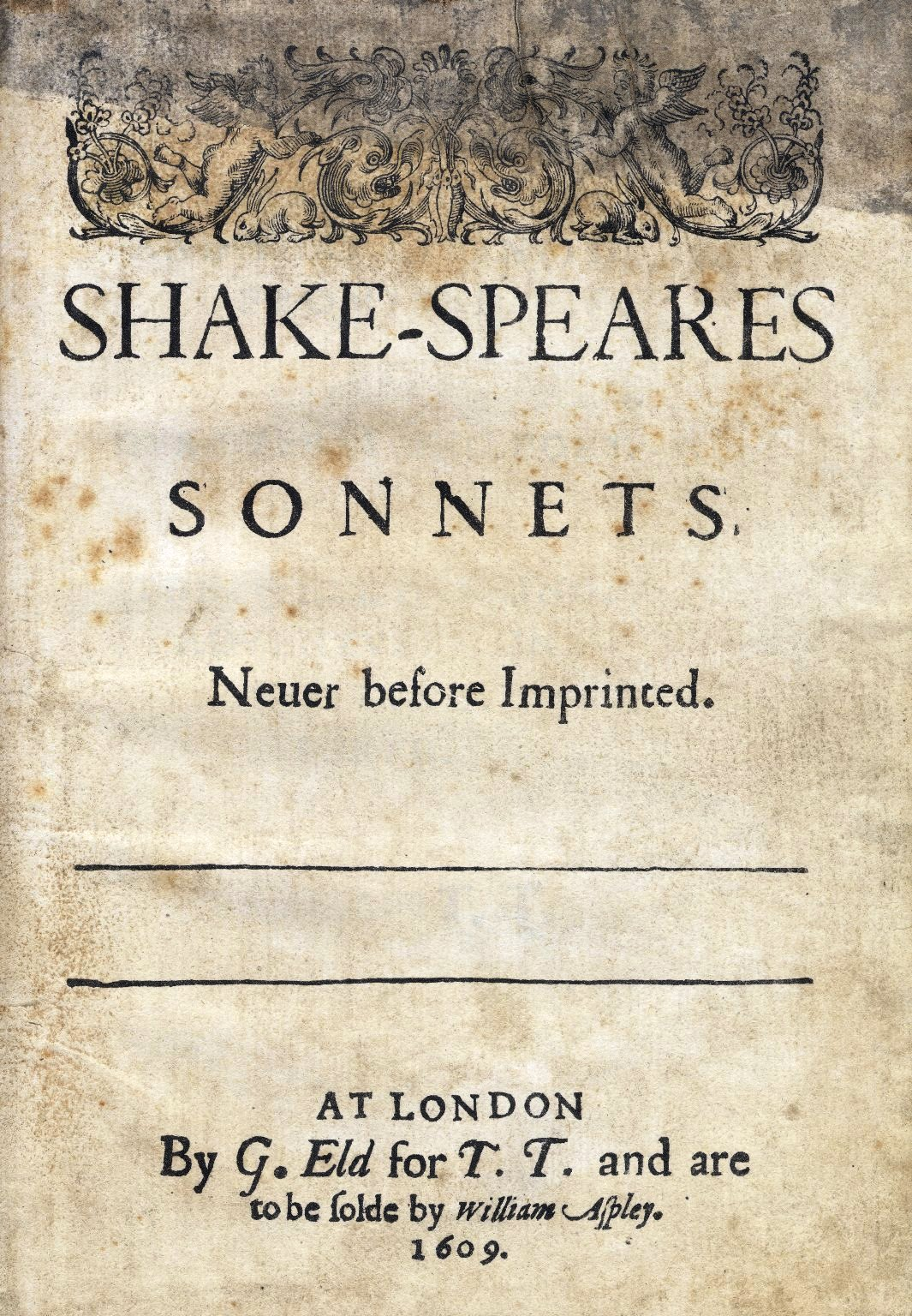
Перше видання «Сонетів» (1609)

Сонет — вірш з 14 рядків. У англійській традиції, в основі якої лежать передусім сонети Шекспіра, прийнята таке римування: abab cdcd efef gg, тобто три катрени на перехресні рими, і один двовірш (тип, введений поетом графом Сурреєм, страченим при Генріху VIII).
Всього Шекспір написав 154 сонети, і більша їхня частина була створена в 1592—1599 роках. Вперше вони були надруковані без відома автора в 1609 році. Два з них були надруковані ще в 1599 році в збірці «Пристрасний пілігрим». Це сонети 138 і 144.
Весь цикл сонетів розпадається на окремі тематичні групи:
- Сонети, присвячені другу: 1—126
  - Оспівування друга: 1—26
  - Випробування дружби: 27—99
    - Гіркота розлуки: 27—32
    - Перше розчарування в другові: 33—42
    - Туга і побоювання: 43—55
    - Зростаюче відчуження і меланхолія: 56—75
    - Суперництво і ревнощі до інших поетів: 76—96
    - «Зима» розлуки: 97—99

  - Торжество відновленої дружби: 100—126
- Сонети, присвячені смуглявій коханці: 127—152
- Висновок — радість і краса любові: 153—154[15]

## Твори
Вибрана бібліографія:
| Історичні хроніки Перша тетралогія Генріх VI (частина перша) Генріх VI (частина друга) Генріх VI (частина третя) Річард III (п'єса) Друга тетралогія Річард II (п'єса) Генріх IV (частина перша) Генріх IV (частина друга) Генріх V (п'єса) Інші Король Джон Генріх VIII (п'єса) | - Два веронці - Буря (п'єса) - Багато галасу даремно - Марні зусилля кохання - Сон літньої ночі - Венеційський купець - Приборкання норовливої - Дванадцята ніч | - Тіт Андронік - Ромео і Джульєтта - Юлій Цезар - Макбет - Гамлет - Король Лір - Антоній і Клеопатра - Отелло |

## Дискусії щодо авторства
Існують різні погляди на особу і життєпис Вільям Шекспіра. Відповідно до точки зору академічної науки та більшості дослідників Шекспір народився в місті Страдфорді-на-Ейвоні в заможній, але не в благородній сім'ї і був членом акторської трупи Річарда Бербеджа. Цей напрям вивчення Шекспіра називають «стратфордіанством».

### «Антистратфордіанство»
Існує також протилежна точка зору, так зване «антистратфордіанство», прихильники якої заперечують авторство Шекспіра із Стратфорда і вважають, що «Вільям Шекспір» — псевдонім, під яким ховалася інша особа або група осіб. Сумніви в традиційній точці зору відомі вже починаючи з XVIII століття. Антистратфордіанці вважають, що відомі про нього факти входять у суперечність зі змістом і стилем досліджуваних п'єс і віршів.
Разом із тим, серед антистратфордіанців немає єдності щодо того, хто саме був справжнім автором шекспірівських творів. Число ймовірних кандидатур, запропонованих різними дослідниками, станом на XXI століття налічує 87 осіб. Антистратфордіанцями висунуті численні теорії щодо їхнього справжнього авторства. Зокрема, як кандидати на авторство п'єс Шекспіра антистратфордіанці називають Френсіса Бекона, Едварда де Вера (17-го графа Оксфорда), Крістофера Марло, Роджера Меннерса (графа Ретленда), Вільяма Стенлі (графа Дербі) та інших (відповідно «беконіанська», «ретлендіанська» тощо гіпотези).
Зазвичай антистратфордіанці висувають такі твердження:
- Не збереглося жодної книги, що належала Шекспіру із Стратфорда. Достовірні його автографи — тільки підписи прізвища та імені; його почерк досить неакуратний, що дає підставу антистратфордіанцям припускати, що він був не дуже звиклий писати або навіть малограмотний. Низка стратфордіанців вважає, що один творчий автограф Шекспіра все ж таки відомий: можливо, тією ж рукою, що і підписи, написана частина забороненої цензурою п'єси «Сер Томас Мор» (це не просто копія, а чернетка з авторською правкою).
- Лексичний словник Вільяма Шекспіра становить 29 тисяч різних слів, тоді як сучасний йому англійський переклад Біблії короля Якова — тільки 5 тисяч. Багато експертів сумніваються, що у малоосвіченого сина ремісника (Шекспір ніколи не вчився в університетах і не їздив за кордон; його навчання в «граматичній школі» теж стоїть під питанням) міг бути такий багатющий словниковий запас. З іншого боку, письменники-сучасники Шекспіра — Крістофер Марлоу, Бен Джонсон, Джон Донн та інші — були не меншого, а то і скромнішого походження (батько Шекспіра зі Стратфорда був багатий і входив в управління містом), але де в чому їхня ученість перевершувала шекспірівську.
- Деякі науковці вважають, що ім'я («Shakspere» або іноді «Shaksper», що можна прочитати як «Шакспер»),[19] записане в церковній книзі при хрещенні, й «Shakespeare» або «Shake-speare» — Шекспір, ім'я, яким підписані твори, не дають нам жодних підстав вважати, що це одна і та ж особа[20]. Втім, орфографія імен власних у той час далеко не була врегульована, а сучасники Шекспіра Бен Джонсон і Крістофер Марло підписували свої книги теж не зовсім так, як їхні прізвища значилися в офіційних документах (Jonson, а не Johnson, Marlowe, а не Marlow).
- За життя Шекспіра і протягом кількох років після його смерті ніхто жодного разу не назвав його поетом і драматургом.
- Вистави за п'єсами Шекспіра відбувалися в Оксфорді й у Кембриджі, тоді як за правилами ставитися в стінах цих старовинних університетів могли тільки твори їхніх випускників.
- Всупереч звичаям шекспірівського часу, ніхто в цілій Англії не відгукнувся жодним словом на смерть Шекспіра.
- Багато науковців стверджують, що Шекспір відвідував школу короля Едуарда VI в Стратфорді-на-Ейвоні, де вивчав творчість таких поетів, як Овідій і Плавт[21], проте шкільних журналів не збереглося[22], і тепер нічого не можна сказати напевно.
- Заповіт Шекспіра — дуже об'ємний і докладний документ, проте в ньому не згадується ні про які книги, папери, поеми, п'єси. Коли Шекспір помер, 18 п'єс залишалися неопублікованими; проте, про них теж нічого не сказано в заповіті.

#### Теорії російських антистратфордіанців
Автором однієї з фундаментальних робіт в цьому напрямі є російський шекспірознавець І. М. Гилілов (1924—2007), книга-дослідження якого вийшла 1997, викликала інтерес і резонанс серед фахівців. Гилілов називає тих, хто писав під літературною маскою шекспірівські шедеври Роджера Меннерса, 5-го графа Ретленда, і Єлизавету Сидні-Ретленд, дочку англійського поета Філіпа Сидні, що перебували в платонічному шлюбі.
У 2003 році вийшла книга «Шекспір. Таємна історія» авторів, що виступили під псевдонімом «О. Козмініус» і «О. Мелехцій». Автори провели докладне розслідування, кажучи про Велику Містифікацію, результатом якої (нібито) з'явилася не тільки особа Шекспіра, але і багато інших відомих діячів епохи.
У книзі Ігоря Фролова «Рівняння Шекспіра, або Гамлет, якого ми не читали», заснованій на тексті перших видань «Гамлета» (1603, 1604, 1623 рр.), висунута гіпотеза про те, які історичні особи ховаються за масками шекспірівських героїв.
У 2016 році вийшла книга Сергія Степанова «Шекспірові сонети, або Гра в грі», де на основі власного перекладу автор доводить, що сонети Шекспіра — листування Ретленда, Пембрука і Єлизавети Сидні-Ретленд. Цього ж року вийшла книга Марини Литвинової «Виправдання Шекспіра», де авторка відстоює версію, що твори В. Шекспіра були створені двома авторами — Френсісом Беконом і Меннерсом, п'ятим графом Ретлендом.

## Вистави українською
Протягом 1920-х років до творчості Шекспіра зверталися українські театральні режисери Лесь Курбас («Ромео і Джульєтта», 1918—1919 роки; «Макбет», 1919—1920 роки, 1924 рік), Панас Саксаганський («Отелло», 1926 рік), Юра Гнат («Сон літньої ночі», 1927 рік).
Одною з перших україномовних вистав за п'єсою Шекспіра була трагедія «Макбет», поставлена трупою «Кийдрамте» (1920 рік, режисер Лесь Курбас). «Отелло» вперше поставив львівський театр «Руська бесіда» (1923 рік, режисер і виконавець головної ролі Олексій Загаров), а згодом театр імені Марії Заньковецької в Катеринославі (1926 рік, режисер Панас Саксаганський, у головній ролі Борис Романицький). Українська прем'єра «Гамлета» відбулася у Львові (1943 рік, режисер Йосип Гірняк, у головній ролі Володимир Блавацький), згодом у Харкові (1956, у головній ролі Я. Геляс) та Львові в театрі імені Івана Франка (1959, роль короля Ліра виконав Мар'ян Крушельницький).
Першим виставам Шекспіра в Радянській Україні присвячено монографію Ірини Макарик «Перетворення Шекспіра. Лесь Курбас, український модернізм і радянська культурна політика 1920-х років» ().

## Переклади українською[27]

### Історія перекладів

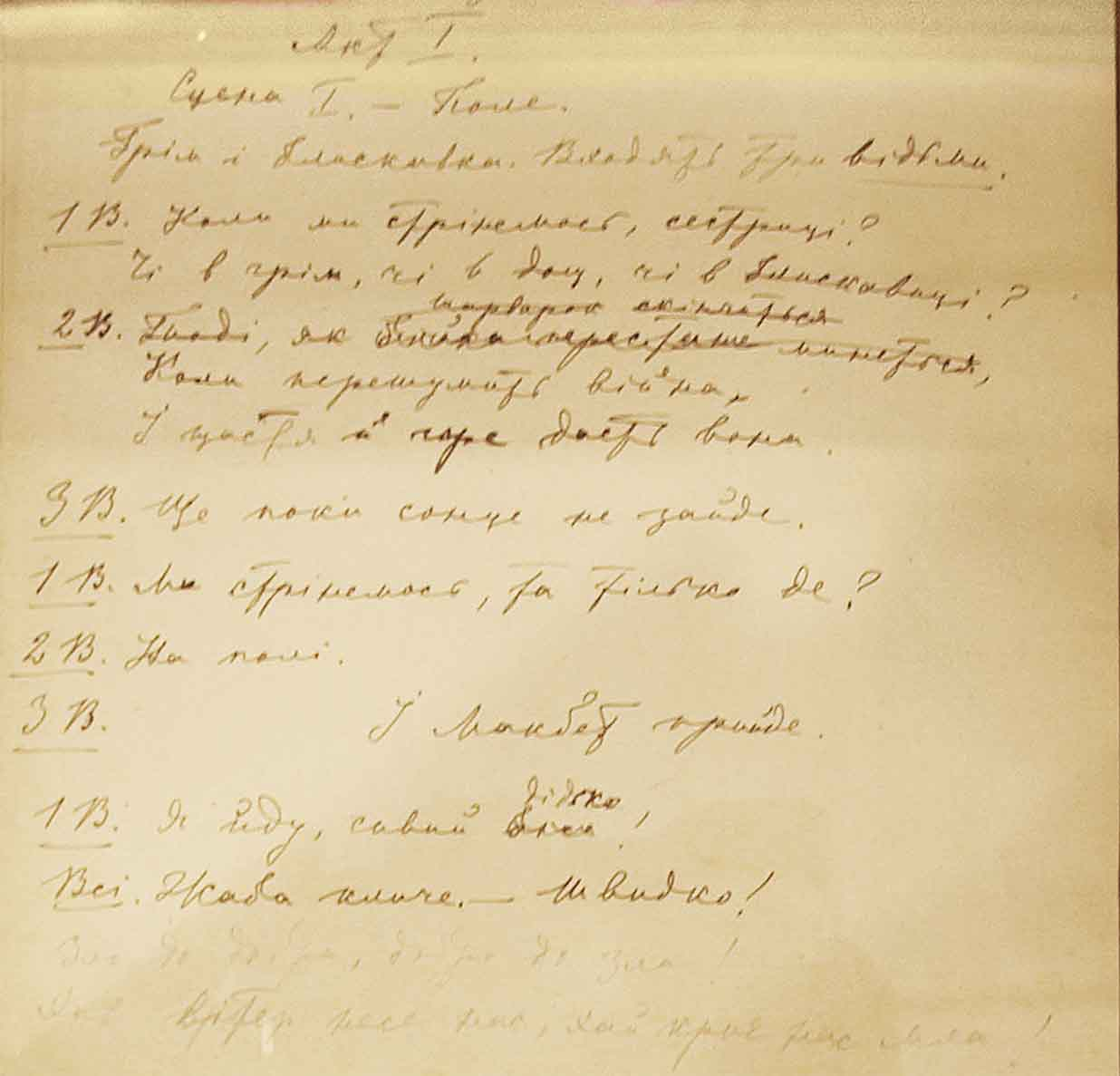
«Макбет». Фрагмент перекладу Лесі Українки, 1898

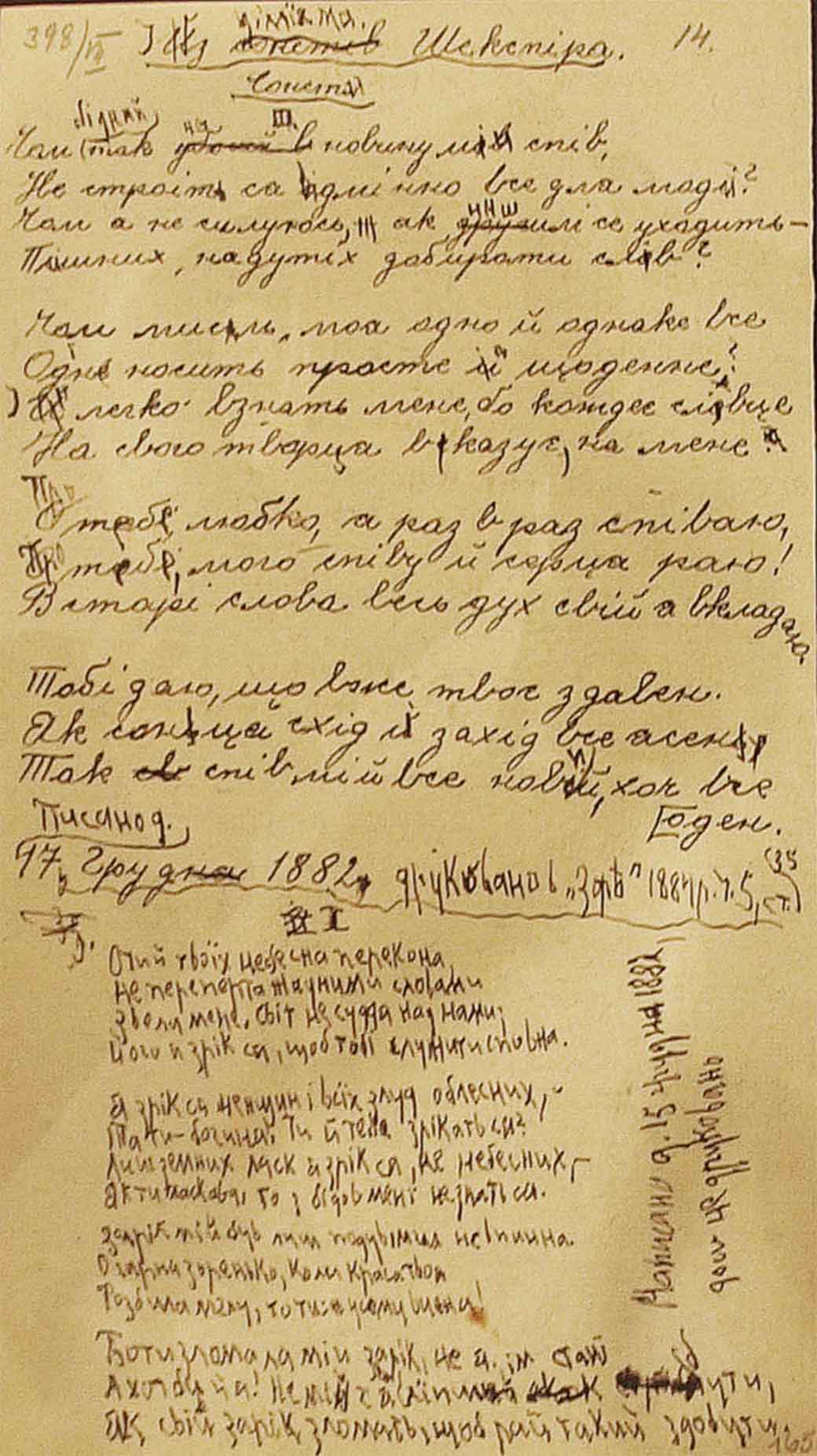
«Венеційський купець». Фрагмент перекладу Івана Франка, 1912

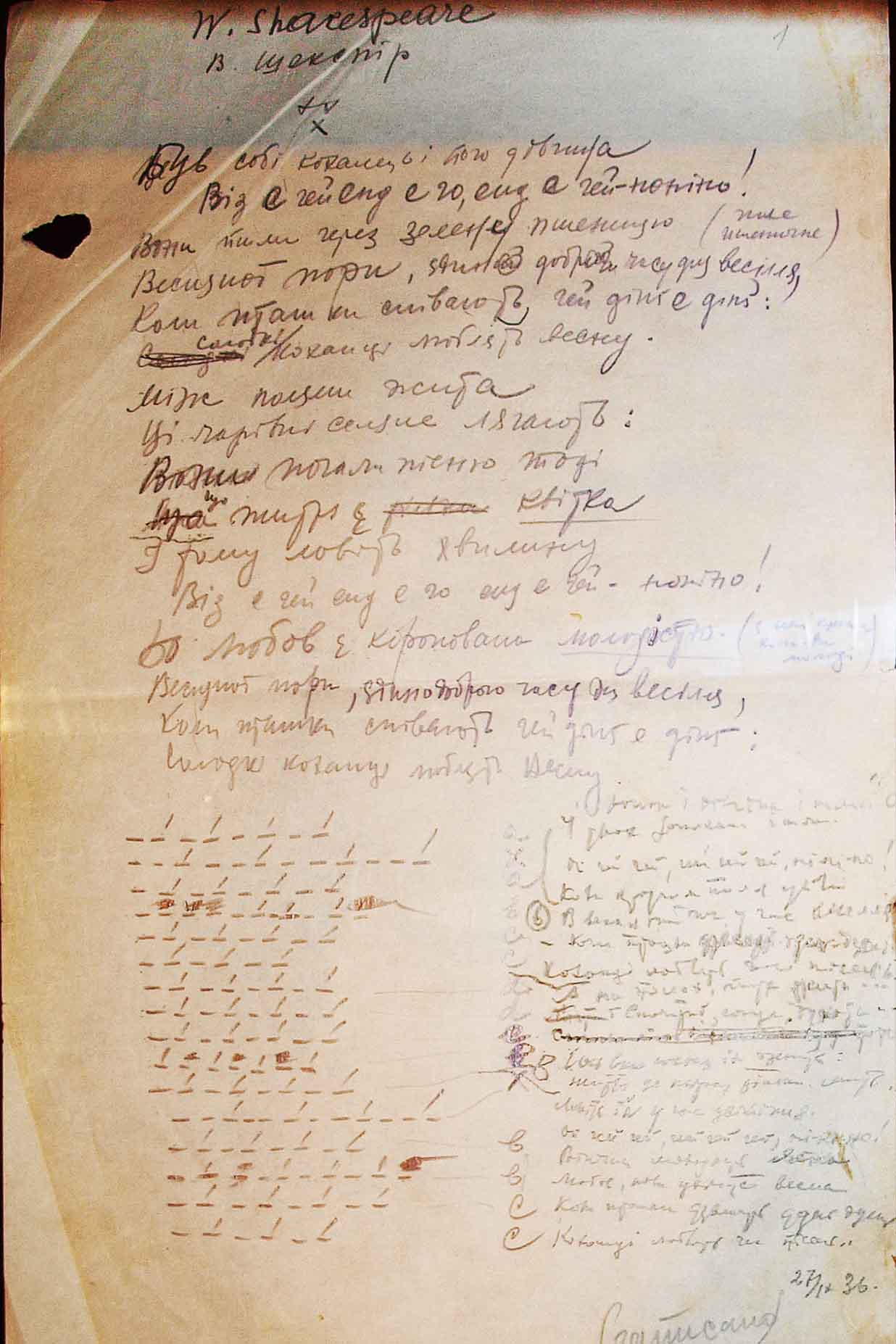
Олег Ольжич. Фрагмент перекладу вірша Вільяма Шекспіра, 1936

Перші переклади Шекспіра українською мовою належать Пантелеймонові Кулішеві та Михайлові Старицькому. Від Куліша до Григорія Кочура з'явилося 8 перекладів «Гамлета». Інші драматичні твори Шекспіра перекладали Іван Франко, Юрій Федькович, Павло Грабовський, Яків Гординський, Максим Рильський, Іван Кочерга, Юрій Клен та інші. До найвизначніших належать переклади Тодося Осьмачки («Макбет», «Король Генрі IV»), Майка Йогансена та Володимира Щербаненка («Отелло»), Ірини Стешенко («Отелло»), Григорія Кочура («Гамлет»), Миколи Лукаша («Троїл і Крессіда»), Миколи Бажана («Буря»). На еміграції Шекспіра українською перекладали Максим Славінський, Ігор Костецький, Святослав Гординський, Остап Тарнавський, Яр Славутич, Олег Зуєвський тощо.
Крім поодиноких видань українських перекладів Шекспіра, збіркою вийшли «Вибрані твори», І—II томи (1950—52), «Твори», І—III томи (1964), видання «Твори», І—VI томів (1983—86). Повне видання сонетів вийшло на еміграції в перекладі І. Костецького (1958) та в Києві (1966, у перекладі Д. Паламарчука).

#### Переклади «Ромео та Джульєтти»
Перший переклад трагедії «Ромео і Джульєтта» українською мовою зробив Пантелеймон Куліш (видано у Львові у 1901 році, з передмовою Івана Франка). У 1928 році вийшла книга «Ромео і Джульєтта» з позначкою: «Переклад П. Куліша в переробці М. Вороного». Микола Вороний спробував підновити, осучаснити Кулішів переклад, зробити його придатнішим для читання та можливої вистави. У 1932 році п'єсу переклав Василь Мисик, у 1937 р. — Абрам Гозенпуд, у 1952 р. — Ірина Стешенко. У 2016 році видано переклад Юрія Андруховича.

#### Переклади «Юлія Цезаря»
Перший переклад «Юлія Цезаря» українською мовою зробив Пантелеймон Куліш у 1886 році, книгу з передмовою Івана Франко було видано в 1900 році у Львові.. Наступний переклад зробив Василь Мисик для повного зібрання творів Шекспіра у 6-ти томах видавництва «Дніпро».

#### Переклади «Гамлета»
Перші переклади «Гамлета» українською мовою належать до 60-х років XIX століття. 1865 року у львівському журналі «Нива» опубліковано переклад першої дії трагедії, зроблений Павлином Свєнціцьким. У 1870-х «Гамлета» переклав Михайло Старицький замінивши п'ятистопний ямб оригіналу на хорей, переклад вийшов друком у 1882 р. Юрій Федькович переклав п'єсу з німецького посередника у 1872 році (видано в 1902 р.). У пізніші роки трагедію українською також перекладали Пантелеймон Куліш, Юрій Клен, Леонід Гребінка, Михайло Рудницький, Ігор Костецький, Григорій Кочур, Юрій Андрухович тощо.

#### Переклади «Отелло»
Перший переклад п'єси українською мовою був здійснений Пантелеймоном Кулішем, і він входить до першого тому його перекладів з Шекспіра, виданого 1882 р. у Львові. У 1890-х п'єсу переклав Марко Кропивницький (за російським перекладом П. Вейнберга). Також трагедію «Отелло» переклали Панас Саксаганський та Ірина Стешенко.

#### Переклади «Короля Ліра»
Перший переклад «Короля Ліра» українською зробив Пантелеймон Куліш у 1880-х роках. Панас Мирний робив спроби перекласти трагедію, але переклав п'єсу лише частково. Переклад Максима Рильського вперше опубліковано в 1964 році в тритомнику творів Шекспіра видавництва «Дніпро». 1969 року в серії «Світовий театр» українського еміграційного видавництва «На горі» (Мюнхен) вийшов друком переклад Василя Барки, над яким він працював понад 10 років.

#### Переклади «Коріолана»
Перший переклад п'єси українською мовою був здійснений у 1882 році Пантелеймоном Кулішем і опублікований 1900 року. Другий переклад, опублікований у 1986 році, зробив Дмитро Павличко, він увійшов у 5-й том шеститомного зібрання творів Шекспіра видавництва «Дніпро».

#### Переклади «Троїла та Крессіди»
Перший переклад п'єси українською мовою був здійснений Пантелеймоном Кулішем, і він входить до першого тому його перекладів з Шекспіра, виданого 1881 р. у Львові. Інший переклад, який надруковано в шеститомному зібранні творів Шекспіра видавництва «Дніпро», зробив Микола Лукаш.

### Список перекладів
Ромео та Джульєтта:
- Уілліям Шекспір. Ромео та Джульєтта. Переклад з англійської: Пантелеймон Куліш. Виданий з передмовою та поясненнями Др. Івана Франка. Львів: Українсько-руська видавнича спілка, 1901. 132 стор. (завантажити з е-бібліотеки Чтиво [Архівовано 19 жовтня 2016 у Wayback Machine.])
  - (переробка М. Вороного) Уілліям Шекспір. Ромео і Джульєтта: трагедія на 5 дій. Переклад з англійської: Пантелеймон Куліш (в переробці Миколи Вороного). Харків: Видавництво «Український робітник», 1928 (перевидано 1929). 151 стор. Іл.
- (уривок) Вільям Шекспір. Макбет (уривок), Отелло (уривок), обидва переклад з англійської: С Гусак; Ромео і Джульетта (уривок), переклад з англійської: Абрам Гозенпуд. Київ: Журнал «Театр». 1937. № 5-6. стор. 53-62.

- Вільям Шекспір. Ромео і Джульетта. Переклад з англійської: Ірина Стешенко. (джерело: Вільям Шекспір. Вибрані твори: У 2 томах. Том II. Київ: Мистецтво, 1952. 671 стор.: 279—418 стор.)
- Вільям Шекспір. Ромео і Джульєтта. Переклад з англійської: Юрій Андрухович. Київ: А-ба-ба-га-ла-ма-га, 2016. 208 стор. ISBN 978-617-585-096-1

Макбет:
- Уілліям Шекспір. Макбет. Переклад з англійської: Пантелеймон Куліш. Виданий з передмовою та поясненнями Др. Івана Франка. Львів: Друкарня Наукового Товариства імени Шевченка під зарядом К. Беднарського, 1900. 150 стор. (завантажити з е-бібліотеки Archive.org)

Гамлет:
- Вільям Шекспір. Гамлет, принц данський: Пер. з англ. П. Куліша. Виданий з передмовою і поясненнями Др. І. Франка. — Львів: Українсько-руська видавнича спілка, 1899. ? стор.
- Вільям Шекспір. Гамлет, принц данський: Пер. з англ. Ю.Клена / Клен Ю. Твори: В 4 т. — Торонто: Фундація імені Юрія Клена, 1960. — Т. 4.
- Вільям Шекспір. Твори в шести томах: Том 5. К.: Дніпро, 1986. 696 с. — С.: 5—118. Редагований переклад Леоніда Гребінки.]
- Вільям Шекспір. Гамлет, принц данський. Пер. з англ. Г. П. Кочур. / Г. П. Кочур. Друге відлуння: Переклади. Київ: Дніпро, 1991. — 558 с. (З англійської драматургії. С. 410—535.)
- Вільям Шекспір. Гамлет, принц данський: Пер. з англ. Г. Кочура. — К.: «Альтерпрес», 2003.
- Вільям Шекспір. Гамлет. Пер. з англ. М. Рудницького / Просценіум. Театрознавчий журнал. — 2004.— No 1—2 (8—9). — С.131—206.
- Вільям Шекспір. Гамлет, принц данський. Переклад: Юрій Андрухович. Ілюстрації: Владислав Єрко. Видавництво: А-БА-БА-ГА-ЛА-МА-ГА, 2008 р. — 240 с.